# Aengmerah
Aengmerah is een bestuurslaag in het regentschap Sumenep van de provincie Oost-Java, Indonesië. Aengmerah telt 4063 inwoners (volkstelling 2010).